# Kästleinsweiher
Der Kästleinsweiher liegt auf dem Gebiet der Stadt Gunzenhausen im mittelfränkischen Landkreis Weißenburg-Gunzenhausen.
Der etwa ein Hektar große Weiher liegt am Rand des Spalter Hügellands im Fränkischen Seenland unweit südöstlich des Dorfes Büchelberg, nordöstlich von Laubenzedel und nordwestlich der Schnackenmühle im Altmühltal auf einer Höhe von 421 Metern über NHN. Unweit verläuft die Gemeindegrenze zu Haundorf. Der Weiher wird vom Steingraben durchflossen. Der Kästleinsweiher gehört nicht zur unweit nordöstlich gelegenen Weiherkette der Stillgewässer Eichenberger Weiher, Branderweiher, Speckweiher und Schnackenweiher.